# کاپرونی ای‌پی.۱
کاپرونی ای‌پی. ۱ (به انگلیسی: Caproni_A.P.1) یک هواگرد ملخ‌پیشین تک‌موتوره از نوع تهاجمی ساخت شرکت Caproni است. هواگرد کاپرونی ای‌پی. ۱ نخستین پروازش را در آوریل ۱۹۳۴ میلادی انجام داد. این هواگرد در سال ۱۹۳۶ میلادی رسماً معرفی گردید. در مجموع، تعداد ۵۷ فروند از این هواگرد ساخته شده‌است.
طراح این هواگرد، Cesare Pallavicino بود.